# Möthlitz
Möthlitz ist ein Ortsteil der Gemeinde Milower Land im Landkreis Havelland in Brandenburg, (Deutschland).

## Geografie und Verkehrsanbindung
Möthlitz liegt im südlichen Bereich des Gemeindegebietes an der K 6318. Die Landesstraße L 96 verläuft unweit westlich. Die Havel fließt östlich. Noch weiter östlich verläuft die B 102. Die Landesgrenze zu Sachsen-Anhalt verläuft 4 km entfernt westlich.
Zum Ortsteil Möthlitz gehört der Wohnplatz Lutze.

## Geschichte
Am 30. September 1928 wurde der 600 ha große Gutsbezirk Möthlitz mit der Landgemeinde Möthlitz vereinigt.
Am 20. Juli 1950 wurde die bis dahin eigenständige Gemeinde Bahnitz nach Möthlitz eingemeindet.

## Wappen
| | Blasonierung: „Von Rot und Silber gespalten, darin pfahlweise zwei abwärtsfliegende, oben rechts- und unten links-gewendete Schwalben in verwechselten Farben.“ |
| Das Wappen der ehemaligen Gemeinde wurde vom Heraldiker Jörg Mantzsch aus Magdeburg gestaltet, bereits am 18. März 1997 durch das Ministerium des Innern genehmigt und am 18. Februar 2013 unter der Registratur 15 BR in die Deutsche Ortswappenrolle (DOWR) des HEROLD eingetragen und dokumentiert. Gestiftet wurde es von der Gemeinde Milower Land, um es als Symbol der örtlich-lokalen Identität außerhalb von Amtshandlungen zu führen. | |

## Sehenswürdigkeiten
- Dorfkirche Möthlitz
- Gutshaus Möthlitz